# 石川清主
石川 清主（いしかわ の きよぬし）は、平安時代初期の貴族。官位は従五位下・出雲介。

## 経歴
延暦14年（795年）信濃国介在任中に、信濃国小県郡人の久米舎人望足から命中しなかったものの矢を射かけられる。朝廷から捜査のために派遣された衛門佐・大伴是成の尋問を受けて、久米舎人望足は罪状を認め讃岐国への流罪に処された。
延暦19年（800年）出雲国介の任にあった際、俘囚の慰撫に関して以下の優遇策を言上する。しかし、出費が多すぎること、百姓に負荷がかかることから朝廷の制度とすべきでないとして、今後優遇をすることは認められなかった。
- 冬期の衣服について、慣例の絹・麻布の交互から替えて絹のみ支給とする。
- 俘囚一人あたり1町の乗田（班田の際の剰余の田）を支給して富裕な百姓に耕作させる。
- 冬期に到来した新来の俘囚60人に対して、絹1疋・綿1屯を支給、5-6日間隔で饗事を実施し禄を与え、毎月1日に慰問を実施、百姓を動員して与えた畑地を耕作させる。

延暦20年（801年）出雲国島根郡人の大神掃石継人、出雲郡人の若和真常、楯縫郡人の品治部真金らが、出雲介の清主と共に悪行を行ったとの理由により、長門国への流罪に処されている。

## 官歴
『日本後紀』による。
- 延暦14年（795年） 4月1日：見正六位上・信濃国介
- 延暦19年（800年） 3月1日：見従五位下・出雲国介
- 延暦20年（801年） 6月27日：見従五位下・出雲国介